# خاندان کیکاوا
خاندان کیکّاوا (به ژاپنی: 吉川氏, Kikkawa-shi) یک خاندان سامورایی در دوره سنگوکو بود.